# Милан Ж. Миловановић
Милан Ж. Миловановић (Шетоње, 15. мај 1874 — Београд, 1942) био је армијски генерал Југословенске војске, министар војске и морнарице у краљевској влади и професор Војне академије. У периоду од 1929. до 1934. године био је начелник главног генералштаба Југословенске војске.

## Биографија
Милан Ж. Миловановић је рођен 15. маја 1874. године у селу Шетоње код Пожаревца, а умро 1942. године у Београду. Отац му је био Методије Миловановић, игуман манастира Витовнице. Након завршетка шестог разреда гимназије уписао је 1891. Војну акаедмију у Београду, коју завршава три године касније и уједно бива произведен у чин пешадијског потпоручника. Завршава и Вишу школу Војне академије, ђенералштабну припрему и борави у Француској ради усавршавања. У чин ђенералштабног капетана узнапредовао је 1903, потпуковника 1911, пуковника 1913, дивизијског генерала 1923. и армијског генерала 1928. године.
У току своје каријере обављао је следеће важније функције:
- начелник штаба дивизијске области;
- шеф Обавештајног одсека Главног ђенералштаба тј. Врховне команде у рату 1912;
- начелник Штаба Црногорске и Дринске дивизије (1913);
- помоћник начелника штаба Треће армије;
- начелник Општевојног одељења Министарства војног;
- начелник Оперативног одељења Штаба Врховне команде;
- делегат српске Врховне команде у француској Врховној команди;
- начелник Штаба Друге армије у Првом светском рату;
- министар војске и морнарице (1934);
- члан Војног савета;
- професор Војне академије и др.[3]

У периоду од 1929. до 1934. године био је начелник главног генералштаба Југословенске војске.
Као војни писац објавио је више радова (само у војном часопсиу „Ратник” двадесетак) и превода, углавном из тактике.

## Одликовања
Носилац је ордена Карађорђеве звезде са мачевима трећег и четвртог степена, ордена Карађорђеве звезде трећег и четвртог степена, ордена белог орла трећег, четвртог и петог степена, Медаље за војничке врлине и многих споменица.